# Estádio Municipal José Bento Pessoa
O Estádio Municipal José Bento Pessoa é um estádio de futebol situado na município e cidade da Figueira da Foz, Portugal. Foi inaugurado em 1953 e têm uma capacidade para cerca de 9 000 espectadores.
O estádio deve o seu nome ao famoso e grande ciclista Figueirense José Bento Pessoa que nunca esqueceu a sua terra. Como tal mais tarde as pessoas reconheceram os seus feitos e lhe dedicaram esta homenagem no ano antes do seu falecimento.
Foi a casa do extinto Naval 1.º de Maio até 2017, e desde então passou a ser utilizado pelo seu sucessor o Associação Naval 1893.

## História
Hoje, poderá dizer-se que é uma infraestrutura ultrapassada no tempo e que, eventualmente, não corresponde aos maiores anseios do clube, mas fica o registo que já nos inícios da década de 80, quando a maioria dos campos de futebol dos escalões secundários em Portugal eram pelados, o Estádio Municipal José Bento Pessoa estava dotado de um terreno relvado. Antigamente, além do campo de futebol relvado, o Estádio Municipal possuía uma pista de atletismo em pó de tijolo, mas que atualmente se encontra desativada. Em tempos, foi projetada a construção de uma pista de atletismo em tartan, uma valência necessária para o desporto figueirense, mas que nunca veio a ser concretizada.
Hoje, pensa-se sim na construção de um novo estádio, com as necessárias condições e que sirva as exigências do principal clube da cidade, essencialmente, pelo facto de na altura o clube andar pela Primeira Divisão. Adjacente ao estádio situa-se ainda um campo de futebol em terreno sintético onde as equipas jovens e outras associações desportivas da cidade treinam e jogam as suas partidas oficiais.
O Estádio Municipal José Bento Pessoa esteve cedido pelo Município da Figueira da Foz à Associação Naval 1º de Maio que viu, depois do trágico incêndio que no dia 4 de Julho de 1997, destruir totalmente o edifício da sede social da coletividade, inclusivamente, todo o património cultural e documental daquela centenária associação desportiva.
Em 2014, antes da insolvência da Naval 1º de Maio, a Câmara Municipal retomou a posse do estádio por incumprimento com pagamentos do acordo estabelecido entre as partes. Em 2017, com a insolvência da coletividade, outro clube foi criado continuando assim o seu legado bem como a usufruir do estádio municipal, que foi requalificado em 2021, mas não em regime de exclusividade.